# Cellarinella anomala
Cellarinella anomala är en mossdjursart som beskrevs av Hayward och Ryland 1991. Cellarinella anomala ingår i släktet Cellarinella och familjen Sclerodomidae. Inga underarter finns listade i Catalogue of Life.